# Osiedle Wzniesień Łódzkich
Osiedle Wzniesień Łódzkich – osiedle administracyjne w północno-wschodniej Łodzi, w dawnej dzielnicy Bałuty, zamieszkiwane przez 1 350 osób.

## Położenie i granice osiedla

### Obecnie
Osiedle Wzniesień Łódzkich znajduje się na peryferiach miasta w Łodzi w jego północno-wschodniej części. Granice północną i wschodnią stanowią granice administracyjne Łodzi z gminami Nowosolna i Stryków, a także na krótkim odcinku z miastem Zgierz. Południowa granica przebiega od granicy z gminą wiejską Nowosolna w okolicy wzgórza Radary ulicą Nad Niemnem w kierunku północno-zachodnim aż do ulicy Okólnej, którą kieruje się na północ, następnie ulicą Strykowską na południowy zachód aż do krawędzi Lasu Łagiewnickiego. Wschodnią granicę stanowi krawędź Lasu Łagiewnickiego.

### Rozważane zmiany granic osiedla
Mieszkańcy osiedla chcą odłączenia jego części od Łodzi i przyłączenia do gminy Stryków (petycję podpisało ok. 800 osób) z uwagi na „historyczne i emocjonalne związki" z gminą Stryków. W prasie wskazuje się, że wniosek mieszkańców ma związek z przyjęciem przez władze Łodzi miejscowego planu zagospodarowania przestrzennego, który ogranicza zabudowę na terenie osiedla.

## Charakter osiedla
Osiedle ma charakter podmiejski i obejmuje tereny dawnych podłódzkich wsi inkorporowanej w 1946 roku do Łodzi gminy Łagiewniki. Owe wsie pełnią obecnie funkcję osiedli i są to m.in. Modrzew, Nowy Imielnik, Wilanów, Nowe Moskule, czy Łodzianka. W wielu miejscach osiedle ma charakter wiejski i dużą powierzchnię zajmują nieużytki (głównie łąki) oraz pola uprawne, a tereny zabudowane skupiają się jedynie w dawnych centrach wsi.

### Przyroda

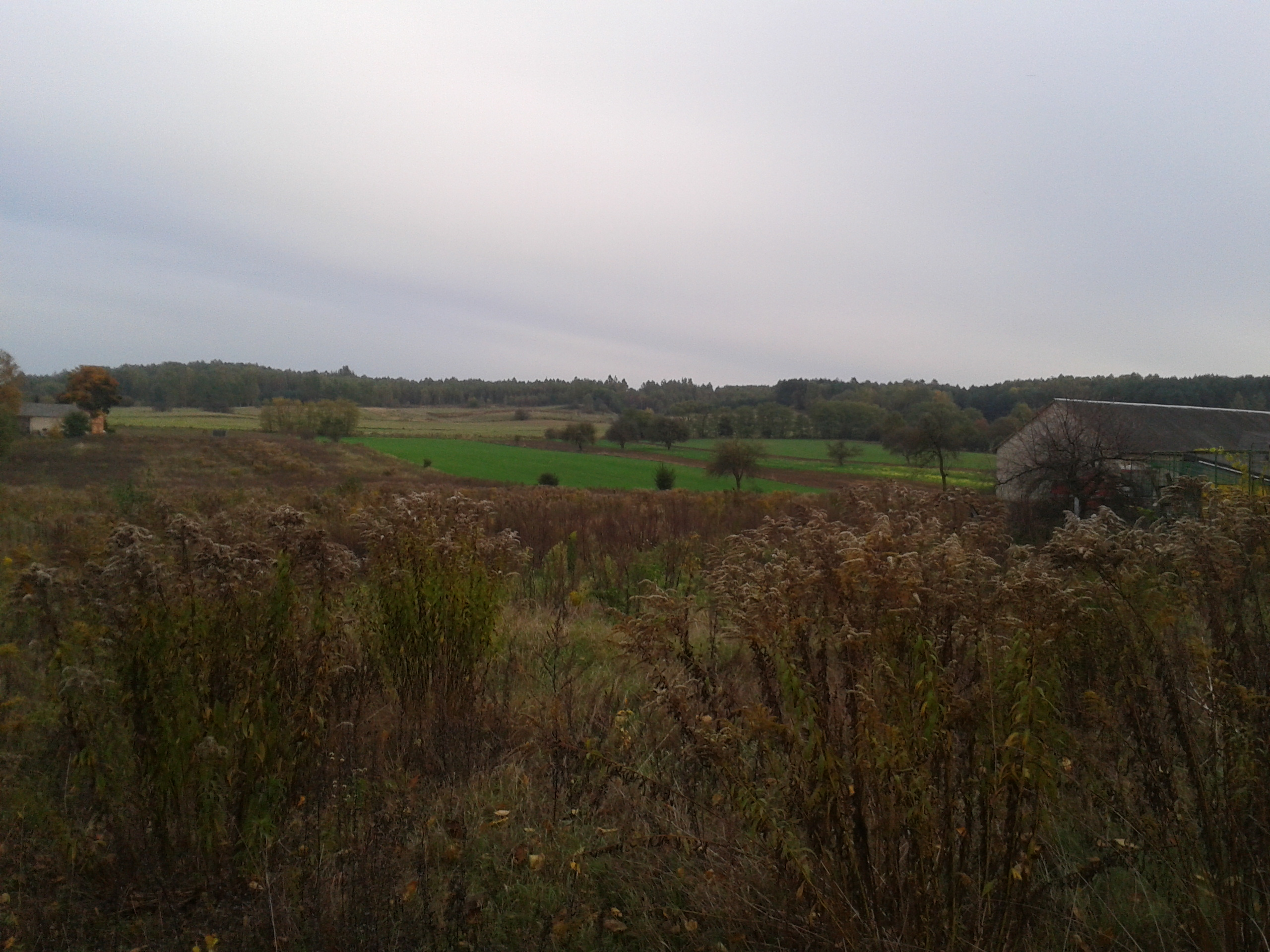
Krajobraz wyżynny PK Wzniesień Łódzkich.

Od zachodu osiedle Wzniesień Łódzkich jest ograniczone przez krawędź Lasu Łagiewnickiego. Całe osiedle znajduje się w krainie Wzniesień Łódzkich, stanowiących część Wzniesień Południowomazowieckich, które charakteryzuje krajobraz wyżynny. Większość obszaru osiedla stanowią łąki, pola, śródpolne zadrzewienia i zarośla na pagórkowatym terenie. Tuż za granicą Łodzi i osiedla znajduje się najwyższy szczyt tej krainy - wzgórze „Radary” o wysokości 284 m n.p.m. Prawie połowa powierzchni osiedla Wzniesień Łódzkich (północna i północno-wschodnia część osiedla) są objęte ochroną - funkcjonuje tutaj utworzony w 1996 roku Park Krajobrazowy Wzniesień Łódzkich. Ponadto na terenie osiedla na wschód od osiedla Nowe Moskule utworzono Zespół Przyrodniczo-Krajobrazowy „Sucha Dolina w Moskulach”. Obejmuje on dolinę jednej z odnóg źródliskowego odcinka rzeki Młynówki, które okresowo prowadzi wodę przez tereny przylegające do Lasu Łagiewnickiego.

### Komunikacja

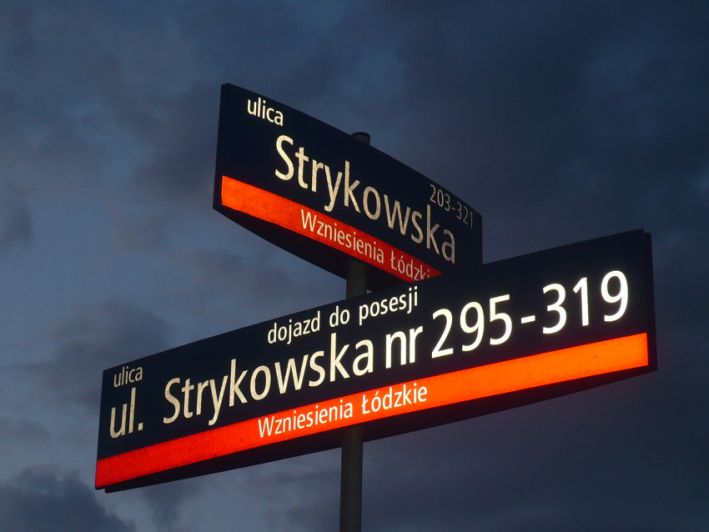
Tablica SIM z nazwą osiedla Wzniesienia Łódzkie.

Osiedle Wzniesień Łódzkich, mimo że znajduje się w peryferyjnej części Łodzi to jest stosunkowo dobrze skomunikowane zarówno z resztą Łodzi jak i z pobliskim Strykowem. Przebiega przez nie ulica Strykowska w ciągu drogi krajowej nr 14, która łączy Łódź ze Strykowem i wjazdem na Autostradę A1 w Strykowie. Pozostałymi ważnymi ulicami osiedla są ulice: Okólna, Jana i Cecylii, Żółwiowa, Moskule i Łodzianka.
Przez osiedle przebiegają trasy linii autobusowych MPK: 60 (warianty A, B i C) oraz 66.